# Andy Irvine
Andrew Robertson Irvine (Edimburgo, 16 de septiembre de 1951) es un ex–jugador y dirigente británico de rugby que se desempeñaba como fullback. Fue presidente de la Scottish Rugby Union de 2005 a 2008.
Irvine es considerado uno de los mejores jugadores que dio su país en la historia: destacó por su juego de velocidad, su precisión y potencia de disparo, la efectividad de su tackle y su seguridad en la defensa. Desde 2015 es miembro del World Rugby Salón de la Fama.

## Selección nacional
Fue convocado al XV del Cardo por primera vez en diciembre de 1972 para enfrentar a los All Blacks, fue el pateador regular de su seleccionado y jugó su último partido en julio de 1982 ante los Wallabies. En total jugó 51 partidos y marcó 273 puntos.

## Leones Británicos
Fue seleccionado a los British and Irish Lions para integrar el equipo que disputó la Gira de Sudáfrica 1974 donde jugó dos test–matches ante los Springboks y les marcó 15 puntos producto de un try (valía 4 puntos hasta 1992), una conversión y tres penales.
Formó parte del plantel que partió de Gira a Nueva Zelanda en 1977; aquí jugó todos los test–matches contra los All Blacks y les marcó dos penales.
Finalmente participó de la polémica Gira a Sudáfrica de 1980 jugando tres de los cuatro test–matches frente a los Springboks y les marcó 7 puntos tras un try y un penal.